# گروه رسانه‌ای خبر
گروه رسانه‌ای خبر مؤسسه رسانه‌ای در ایران است. همشهری‌آنلاین آن را «بزرگ‌ترین بنگاه مطبوعاتی خصوصی کشور» نامیده‌است.
روزنامه‌های خبر جنوب و خبر ورزشی، روزنامه توریسم، هفته‌نامه ادبی نگاه پنجشنبه و ماهنامه سه بعدی ورزش و تصویر از زیرمجموعه‌های این گروه رسانه‌ای هستند. بیشترین یارانه را از دولت روحانی دریافت کردند مالکیت گروه رسانه‌ای خبر و رسانه‌های زیر مجموعه آن در اختیار حسین واحدی‌پور است.

## روزنامه خبر و تعطیلی آن
روزنامه «خبر» یکی از رسانه‌های زیر مجموعه گروه رسانه‌ای خبر بود. این روزنامه در محافل رسانه‌ای به عنوان روزنامۀ منتصب به طيف لاريجانی شناخته می‌شد. روزنامه خبر روزنامه‌ای اصلاح طلب تلقی می‌شد ، اما منتقد عملكرد دولت احمدی نژاد بود. سرانجام آخرین شماره از روزنامه خبر در تاریخ ۲ آذر ۱۳۸۸ به چاپ رسید و این روزنامه در سرمقاله خود در همین روز خبر تعطیلی خود را منتشر کرد. در این سر مقاله اشاره‌ای به دلیل تعطیلی نشده بود اما خبرگزاری ایلنا به نقل از یک مقام آگاه در این روزنامه اعلام کرد که دلیل تعطیلی روزنامه خبر، اعمال فشار برخی محافل سیاسی، به ویژه حامیان دولت محمود احمدی‌نژاد است. اعلام رسمی گروه رسانه‌ای خبر آن بود که انتشار روزنامه خبر را برای تمرکز بیشتر بر روی خبرآنلاین متوقف شده است.